# Yumi Obe
Yumi Obe (大部 由美?, Ōbe Yumi; Sakaiminato, 15 febbraio 1975) è un'ex calciatrice e allenatrice di calcio giapponese di ruolo difensore.

## Carriera

### Club
Obe è nata nel 1975. Dal 199 al 1998 ha giocato con la Nikko Securities Dream Ladies. Il club ha vinto il campionato dal 1996 e nel 1998 e la Coppa dell'Imperatrice nel 1992 e nel 1996. È stata selezionata nel miglior undici per quattro volte consecutive, dal 1995 al 1998. Il club si dissolse per problemi finanziari nel 1998 e Obe si trasferisce all'OKI FC Winds dove rimane per un solo anno a causa dello scioglimento del club. Nel 2000 si trasferisce al TEPCO Mareeze dove resterà fino al 2006, comprendente un breve periodo come allenatrice.

### Nazionale
Il 21 agosto 1991 Obe è convocata nella Nazionale maggiore in occasione di una partita con la Cina. Obe ha giocato la Coppa d'Asia del 1993 (terzo posto), del 1995 (secondo posto), del 1997 (terzo posto), del 1999, del 2001 (secondo posto) e del 2003. Prenderà parte ai XIII e ai XIV Giochi asiatici dove il Giappone vincerà la medaglia di bronzo. Obe ha disputato anche il Mondiale 1991, Mondiale 1995, Mondiale 2003 (da capitana), il torneo olimpico 1996 e 2004. In tutto Obe ha giocato 85 partite con la Nazionale nipponica riuscendo a segnare 6 gol.

## Statistiche

### Cronologia presenze e reti in nazionale
| Cronologia completa delle presenze e delle reti in nazionale ― Giappone | Cronologia completa delle presenze e delle reti in nazionale ― Giappone | Cronologia completa delle presenze e delle reti in nazionale ― Giappone | Cronologia completa delle presenze e delle reti in nazionale ― Giappone | Cronologia completa delle presenze e delle reti in nazionale ― Giappone | Cronologia completa delle presenze e delle reti in nazionale ― Giappone | Cronologia completa delle presenze e delle reti in nazionale ― Giappone | Cronologia completa delle presenze e delle reti in nazionale ― Giappone |
| Data                                                                    | Città                                                                   | In casa                                                                 | Risultato                                                               | Ospiti                                                                  | Competizione                                                            | Reti                                                                    | Note                                                                    |
| ----------------------------------------------------------------------- | ----------------------------------------------------------------------- | ----------------------------------------------------------------------- | ----------------------------------------------------------------------- | ----------------------------------------------------------------------- | ----------------------------------------------------------------------- | ----------------------------------------------------------------------- | ----------------------------------------------------------------------- |
| 21-8-1991                                                               | Dalian                                                                  | Cina                                                                    | 0 – 0                                                                   | Giappone                                                                | Amichevole                                                              | -                                                                       |                                                                         |
| 6-12-1993                                                               | Kuching                                                                 | Giappone                                                                | 15 – 0                                                                  | Filippine                                                               | Coppa d'Asia 1993                                                       | -                                                                       |                                                                         |
| 8-12-1993                                                               | Kuching                                                                 | Giappone                                                                | 4 – 0                                                                   | Hong Kong                                                               | Coppa d'Asia 1993                                                       | -                                                                       |                                                                         |
| 5-5-1995                                                                | Tokyo                                                                   | Giappone                                                                | 1 – 0                                                                   | Canada                                                                  | Ice Box Cup                                                             | -                                                                       |                                                                         |
| 5-6-1995                                                                | Karlstad                                                                | Giappone                                                                | 0 – 1                                                                   | Germania                                                                | Mondiali 1995                                                           | -                                                                       |                                                                         |
| 7-6-1995                                                                | Karlstad                                                                | Giappone                                                                | 2 – 1                                                                   | Brasile                                                                 | Mondiali 1995                                                           | -                                                                       |                                                                         |
| 9-6-1995                                                                | Västerås                                                                | Svezia                                                                  | 2 – 0                                                                   | Giappone                                                                | Mondiali 1995                                                           | -                                                                       |                                                                         |
| 13-6-1995                                                               | Gävle                                                                   | Giappone                                                                | 0 – 4                                                                   | Stati Uniti                                                             | Mondiali 1995                                                           | -                                                                       |                                                                         |
| 22-9-1995                                                               | Kota Kinabalu                                                           | Giappone                                                                | 1 – 0                                                                   | Corea del Sud                                                           | Coppa d'Asia 1995                                                       | -                                                                       |                                                                         |
| 25-9-1995                                                               | Kota Kinabalu                                                           | Giappone                                                                | 6 – 0                                                                   | India                                                                   | Coppa d'Asia 1995                                                       | 1                                                                       |                                                                         |
| 27-9-1995                                                               | Kota Kinabalu                                                           | Giappone                                                                | 17 – 0                                                                  | Uzbekistan                                                              | Coppa d'Asia 1995                                                       | -                                                                       |                                                                         |
| 30-9-1995                                                               | Kota Kinabalu                                                           | Giappone                                                                | 3 – 0                                                                   | Taipei cinese                                                           | Coppa d'Asia 1995                                                       | -                                                                       |                                                                         |
| 2-10-1995                                                               | Kota Kinabalu                                                           | Giappone                                                                | 0 – 2                                                                   | Cina                                                                    | Coppa d'Asia 1995                                                       | -                                                                       |                                                                         |
| 11-5-1996                                                               | Salem                                                                   | Giappone                                                                | 0 – 3                                                                   | Cina                                                                    | US Open Cup                                                             | -                                                                       |                                                                         |
| 16-5-1996                                                               | Stati Uniti d'America                                                   | Stati Uniti                                                             | 4 – 0                                                                   | Giappone                                                                | US Open Cup                                                             | -                                                                       |                                                                         |
| 18-5-1996                                                               | Washington                                                              | Giappone                                                                | 0 – 0 dts (4 - 3 dtr)                                                   | Canada                                                                  | US Open Cup                                                             | -                                                                       |                                                                         |
| 26-5-1996                                                               | Tokyo                                                                   | Giappone                                                                | 1 – 1                                                                   | Danimarca                                                               | Amichevole                                                              | 1                                                                       |                                                                         |
| 29-5-1996                                                               | Fukuoka                                                                 | Giappone                                                                | 3 – 4                                                                   | Danimarca                                                               | Amichevole                                                              | -                                                                       |                                                                         |
| 10-7-1996                                                               | Fort Lauderdale                                                         | Giappone                                                                | 2 – 2                                                                   | Australia                                                               | Amichevole                                                              | -                                                                       |                                                                         |
| 15-7-1996                                                               | Fort Lauderdale                                                         | Giappone                                                                | 1 – 3                                                                   | Svezia                                                                  | Amichevole                                                              | -                                                                       |                                                                         |
| 21-7-1996                                                               | Birmingham                                                              | Giappone                                                                | 2 – 3                                                                   | Germania                                                                | Olimpiadi 1996                                                          | -                                                                       |                                                                         |
| 23-7-1996                                                               | Birmingham                                                              | Giappone                                                                | 0 – 2                                                                   | Brasile                                                                 | Olimpiadi 1996                                                          | -                                                                       |                                                                         |
| 25-7-1996                                                               | Washington                                                              | Giappone                                                                | 0 – 4                                                                   | Norvegia                                                                | Olimpiadi 1996                                                          | -                                                                       |                                                                         |
| 8-6-1997                                                                | Tokyo                                                                   | Giappone                                                                | 1 – 0                                                                   | Cina                                                                    | Coppa Kirin                                                             | -                                                                       |                                                                         |
| 15-6-1997                                                               | Osaka                                                                   | Giappone                                                                | 0 – 0                                                                   | Cina                                                                    | Coppa Kirin                                                             | -                                                                       |                                                                         |
| 7-12-1997                                                               | Canton                                                                  | Giappone                                                                | 1 – 0                                                                   | India                                                                   | Coppa d'Asia 1997                                                       | -                                                                       |                                                                         |
| 9-12-1997                                                               | Canton                                                                  | Giappone                                                                | 9 – 0                                                                   | Hong Kong                                                               | Coppa d'Asia 1997                                                       | -                                                                       |                                                                         |
| 24-10-1998                                                              | Seul                                                                    | Corea del Sud                                                           | 1 – 1                                                                   | Giappone                                                                | Amichevole                                                              | -                                                                       |                                                                         |
| 26-10-1998                                                              | Seul                                                                    | Corea del Sud                                                           | 1 – 1                                                                   | Giappone                                                                | Amichevole                                                              | -                                                                       |                                                                         |
| 8-12-1998                                                               | Bangkok                                                                 | Thailandia                                                              | 0 – 6                                                                   | Giappone                                                                | Giochi asiatici                                                         | -                                                                       |                                                                         |
| 10-12-1998                                                              | Bangkok                                                                 | Giappone                                                                | 2 – 3                                                                   | Corea del Nord                                                          | Giochi asiatici                                                         | -                                                                       |                                                                         |
| 15-12-1998                                                              | Bangkok                                                                 | Giappone                                                                | 0 – 3                                                                   | Cina                                                                    | Giochi asiatici                                                         | -                                                                       |                                                                         |
| 8-11-1999                                                               | Iloilo                                                                  | Giappone                                                                | 9 – 0                                                                   | Thailandia                                                              | Coppa d'Asia 1999                                                       | -                                                                       |                                                                         |
| 10-11-1999                                                              | Iloilo                                                                  | Giappone                                                                | 5 – 1                                                                   | Uzbekistan                                                              | Coppa d'Asia 1999                                                       | 1                                                                       |                                                                         |
| 12-11-1999                                                              | Barotac Nuevo                                                           | Giappone                                                                | 14 – 0                                                                  | Nepal                                                                   | Coppa d'Asia 1999                                                       | 1                                                                       |                                                                         |
| 14-11-1999                                                              | Iloilo                                                                  | Filippine                                                               | 0 – 6                                                                   | Giappone                                                                | Coppa d'Asia 1999                                                       | -                                                                       |                                                                         |
| 19-11-1999                                                              | Bacolod                                                                 | Giappone                                                                | 0 – 2                                                                   | Taipei cinese                                                           | Coppa d'Asia 1999                                                       | -                                                                       |                                                                         |
| 21-11-1999                                                              | Bacolod                                                                 | Giappone                                                                | 2 – 3                                                                   | Corea del Nord                                                          | Coppa d'Asia 1999                                                       | -                                                                       |                                                                         |
| 31-5-2000                                                               | Canberra                                                                | Australia                                                               | 1 – 0                                                                   | Giappone                                                                | Pan-Pacific Cup                                                         | -                                                                       |                                                                         |
| 2-6-2000                                                                | Sydney                                                                  | Giappone                                                                | 2 – 1                                                                   | Nuova Zelanda                                                           | Pan-Pacific Cup                                                         | -                                                                       |                                                                         |
| 4-6-2000                                                                | Canberra                                                                | Giappone                                                                | 0 – 2                                                                   | Cina                                                                    | Pan-Pacific Cup                                                         | -                                                                       |                                                                         |
| 8-6-2000                                                                | Newcastle                                                               | Giappone                                                                | 1 – 4                                                                   | Stati Uniti                                                             | Pan-Pacific Cup                                                         | 1                                                                       |                                                                         |
| 10-6-2000                                                               | Newcastle                                                               | Giappone                                                                | 1 – 5                                                                   | Canada                                                                  | Pan-Pacific Cup                                                         | -                                                                       |                                                                         |
| 17-12-2000                                                              | Phoenix                                                                 | Stati Uniti                                                             | 1 – 1                                                                   | Giappone                                                                | Amichevole                                                              | -                                                                       |                                                                         |
| 16-3-2001                                                               | Taipei                                                                  | Taipei cinese                                                           | 0 – 2                                                                   | Giappone                                                                | Amichevole                                                              | -                                                                       |                                                                         |
| 3-8-2001                                                                | Ulsan                                                                   | Corea del Sud                                                           | 1 – 1                                                                   | Giappone                                                                | Tournament of 4 Nations                                                 | -                                                                       |                                                                         |
| 5-8-2001                                                                | Gangneung                                                               | Giappone                                                                | 2 – 2                                                                   | Cina                                                                    | Tournament of 4 Nations                                                 | -                                                                       |                                                                         |
| 8-8-2001                                                                | Suwon                                                                   | Giappone                                                                | 1 – 1                                                                   | Brasile                                                                 | Tournament of 4 Nations                                                 | -                                                                       |                                                                         |
| 7-9-2001                                                                | Chicago                                                                 | Giappone                                                                | 0 – 1                                                                   | Germania                                                                | Nike Cup                                                                | -                                                                       |                                                                         |
| 9-9-2001                                                                | Chicago                                                                 | Giappone                                                                | 0 – 3                                                                   | Cina                                                                    | Nike Cup                                                                | -                                                                       |                                                                         |
| 4-12-2001                                                               | Taipei                                                                  | Giappone                                                                | 14 – 0                                                                  | Singapore                                                               | Coppa d'Asia 2001                                                       | 1                                                                       |                                                                         |
| 8-12-2001                                                               | Taipei                                                                  | Giappone                                                                | 11 – 0                                                                  | Guam                                                                    | Coppa d'Asia 2001                                                       | -                                                                       |                                                                         |
| 10-12-2001                                                              | Taipei                                                                  | Giappone                                                                | 0 – 1                                                                   | Corea del Nord                                                          | Coppa d'Asia 2001                                                       | -                                                                       |                                                                         |
| 12-12-2001                                                              | Taipei                                                                  | Giappone                                                                | 3 – 1                                                                   | Vietnam                                                                 | Coppa d'Asia 2001                                                       | -                                                                       |                                                                         |
| 14-12-2001                                                              | Taipei                                                                  | Giappone                                                                | 2 – 1                                                                   | Corea del Sud                                                           | Coppa d'Asia 2001                                                       | -                                                                       |                                                                         |
| 16-12-2001                                                              | Taipei                                                                  | Giappone                                                                | 0 – 2                                                                   | Corea del Nord                                                          | Coppa d'Asia 2001                                                       | -                                                                       |                                                                         |
| 3-4-2002                                                                | Poitiers                                                                | Francia                                                                 | 1 – 0                                                                   | Giappone                                                                | Tournament of 4 Nations                                                 | -                                                                       |                                                                         |
| 6-4-2002                                                                | Poitiers                                                                | Giappone                                                                | 1 – 1                                                                   | Australia                                                               | Tournament of 4 Nations                                                 | -                                                                       |                                                                         |
| 9-4-2002                                                                | Poitiers                                                                | Giappone                                                                | 3 – 2                                                                   | Canada                                                                  | Tournament of 4 Nations                                                 | -                                                                       |                                                                         |
| 27-8-2002                                                               | Wuhan                                                                   | Cina                                                                    | 4 – 0                                                                   | Giappone                                                                | Tournament of 4 Nations                                                 | -                                                                       |                                                                         |
| 31-8-2002                                                               | Wuhan                                                                   | Giappone                                                                | 0 – 0                                                                   | Corea del Sud                                                           | Tournament of 4 Nations                                                 | -                                                                       |                                                                         |
| 2-10-2002                                                               | Pusan                                                                   | Giappone                                                                | 0 – 1                                                                   | Corea del Nord                                                          | Giochi asiatici                                                         | -                                                                       |                                                                         |
| 4-10-2002                                                               | Changwon                                                                | Giappone                                                                | 3 – 0                                                                   | Vietnam                                                                 | Giochi asiatici                                                         | -                                                                       |                                                                         |
| 7-10-2002                                                               | Masan                                                                   | Corea del Sud                                                           | 0 – 1                                                                   | Giappone                                                                | Giochi asiatici                                                         | -                                                                       |                                                                         |
| 9-10-2002                                                               | Changwon                                                                | Giappone                                                                | 2 – 2                                                                   | Cina                                                                    | Giochi asiatici                                                         | -                                                                       |                                                                         |
| 11-10-2002                                                              | Masan                                                                   | Giappone                                                                | 2 – 0                                                                   | Taipei cinese                                                           | Giochi asiatici                                                         | -                                                                       |                                                                         |
| 12-1-2003                                                               | San Diego                                                               | Giappone                                                                | 0 – 0                                                                   | Stati Uniti                                                             | Amichevole                                                              | -                                                                       |                                                                         |
| 19-3-2003                                                               | Bangkok                                                                 | Giappone                                                                | 9 – 0                                                                   | Thailandia                                                              | Amichevole                                                              | -                                                                       |                                                                         |
| 9-6-2003                                                                | Bangkok                                                                 | Giappone                                                                | 15 – 0                                                                  | Filippine                                                               | Coppa d'Asia 2003                                                       | -                                                                       |                                                                         |
| 11-6-2003                                                               | Bangkok                                                                 | Giappone                                                                | 7 – 0                                                                   | Guam                                                                    | Coppa d'Asia 2003                                                       | -                                                                       |                                                                         |
| 13-6-2003                                                               | Bangkok                                                                 | Giappone                                                                | 7 – 0                                                                   | Birmania                                                                | Coppa d'Asia 2003                                                       | -                                                                       |                                                                         |
| 15-6-2003                                                               | Bangkok                                                                 | Giappone                                                                | 5 – 0                                                                   | Taipei cinese                                                           | Coppa d'Asia 2003                                                       | -                                                                       |                                                                         |
| 19-6-2003                                                               | Bangkok                                                                 | Giappone                                                                | 0 – 3                                                                   | Corea del Nord                                                          | Coppa d'Asia 2003                                                       | -                                                                       |                                                                         |
| 21-6-2003                                                               | Bangkok                                                                 | Giappone                                                                | 0 – 1                                                                   | Corea del Sud                                                           | Coppa d'Asia 2003                                                       | -                                                                       |                                                                         |
| 5-7-2003                                                                | Città del Messico                                                       | Giappone                                                                | 2 – 2                                                                   | Messico                                                                 | Qual. Mondiali 2003                                                     | -                                                                       |                                                                         |
| 12-7-2003                                                               | Tokyo                                                                   | Giappone                                                                | 2 – 0                                                                   | Messico                                                                 | Qual. Mondiali 2003                                                     | -                                                                       |                                                                         |
| 22-7-2003                                                               | Sendai                                                                  | Giappone                                                                | 5 – 0                                                                   | Corea del Sud                                                           | Tournament of 3 Nations                                                 | -                                                                       |                                                                         |
| 27-7-2003                                                               | Sendai                                                                  | Giappone                                                                | 0 – 0                                                                   | Australia                                                               | Tournament of 3 Nations                                                 | -                                                                       |                                                                         |
| 21-9-2003                                                               | Columbus                                                                | Giappone                                                                | 6 – 0                                                                   | Argentina                                                               | Mondiali 2003                                                           | -                                                                       |                                                                         |
| 25-9-2003                                                               | Columbus                                                                | Giappone                                                                | 0 – 3                                                                   | Germania                                                                | Mondiali 2003                                                           | -                                                                       |                                                                         |
| 27-9-2003                                                               | Boston                                                                  | Giappone                                                                | 1 – 3                                                                   | Canada                                                                  | Mondiali 2003                                                           | -                                                                       |                                                                         |
| 22-4-2004                                                               | Tokyo                                                                   | Giappone                                                                | 6 – 0                                                                   | Thailandia                                                              | Qual. Olimpiadi                                                         | -                                                                       |                                                                         |
| 26-4-2004                                                               | Hiroshima                                                               | Giappone                                                                | 0 – 1                                                                   | Cina                                                                    | Qual. Olimpiadi                                                         | -                                                                       |                                                                         |
| 30-7-2004                                                               | Tokyo                                                                   | Giappone                                                                | 3 – 0                                                                   | Canada                                                                  | Amichevole                                                              | -                                                                       |                                                                         |
| 6-8-2004                                                                | Zeist                                                                   | Giappone                                                                | 2 – 0                                                                   | Paesi Bassi                                                             | Amichevole                                                              | -                                                                       |                                                                         |
| Totale                                                                  |                                                                         | Presenze                                                                | 85                                                                      |                                                                         | Reti                                                                    | 6                                                                       |                                                                         |